# 阿萨姆红茶
阿萨姆红茶是出产于印度东北部的阿萨姆邦的红茶，原料是大叶茶的叶。阿萨姆位于东喜马拉雅山南麓，与不丹相邻，是印度東北部的一片平原，有著喜馬拉雅山和布拉馬普特拉河的地理環境。这种盛产在海平面附近的阿萨姆茶以浓稠、浓烈、麦芽香、清透鲜亮而出名。印度有半數以上的紅茶產自這區，也是继中国以后第二个商业茶叶生产地区。在台灣日治時期，日本人把阿薩姆紅茶引入台灣，之後培育出紅玉紅茶茶種，並將之命名為台茶18號。

## 發現及栽培
英國人統治印度後，便嘗試在當地尋找茶樹，以滿足英國國內的需求。正當英國植物學家嘗試培育茶苗的期間，1823年，住在阿薩姆山區的景頗族原住民，把幾片據說富有神奇療效的葉片送給旅居印度的英國冒險家罗伯特·布鲁斯，商人出生的他把這些不知名的葉片轉交給弟弟查尔斯·亚历山大·布鲁斯，這幾片葉子輾轉被送交到位於加爾各答的植物園研究中心，該中心的負責人纳萨尼尔·瓦立池博士隨即對這幾片葉片進行研究。
與此同時，苏格兰植物学家罗伯特·福琼被东印度公司派遣到武夷山，在當地購得茶苗、茶籽，又聘請了8名製茶工人嘗試在印度種植中國茶葉，但英國人很快便發現中國茶種難以適應印度普遍炎熱的氣候，於是在印度本土找到的阿薩姆茶種便受到重視，並加大了對阿薩姆茶種的培育，成功在當地大量種植。這種紅茶味道濃烈，但茶色明亮，很受英國人歡迎，阿薩姆邦因而成為著名的紅茶產地。

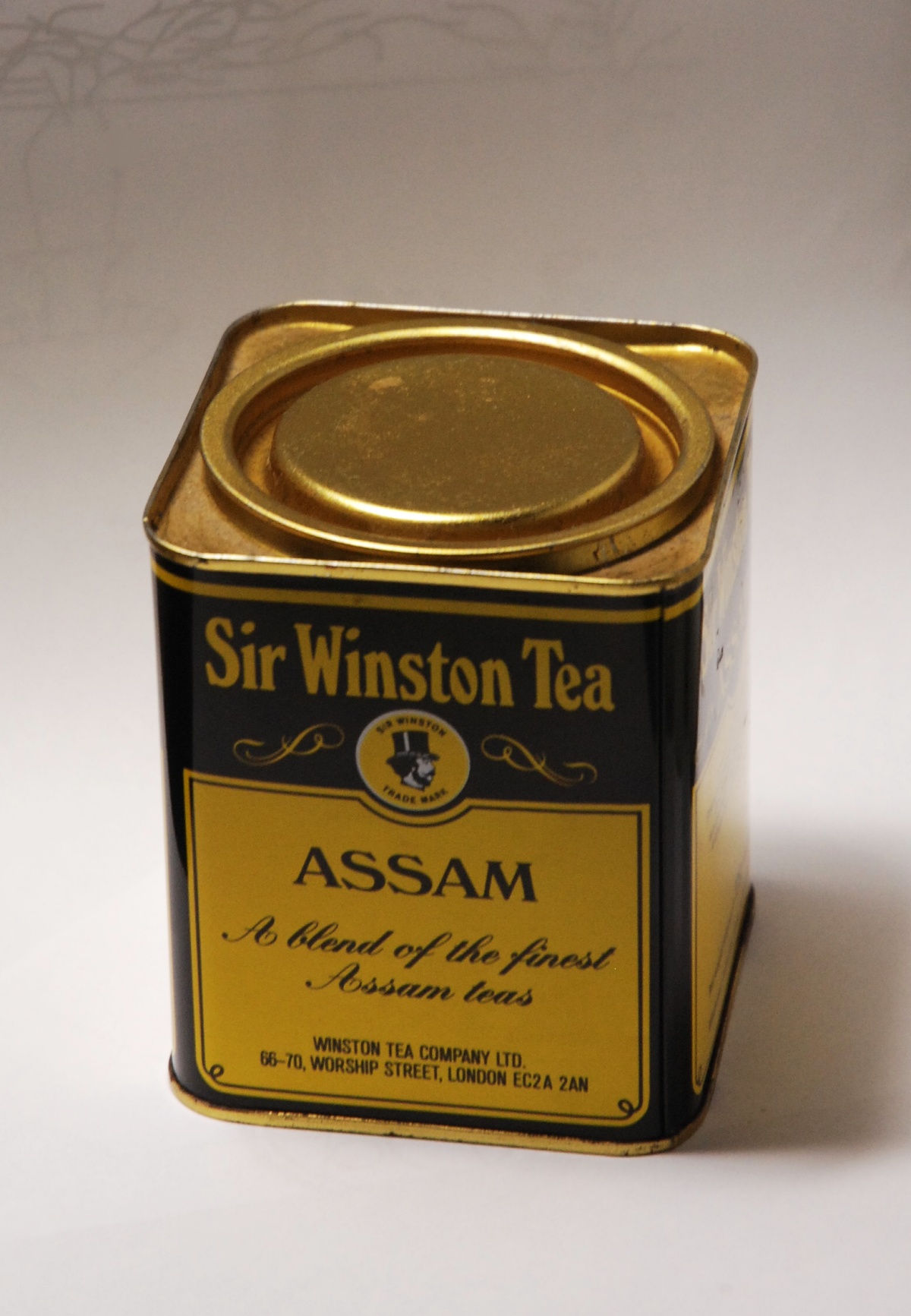
一罐阿薩姆茶葉
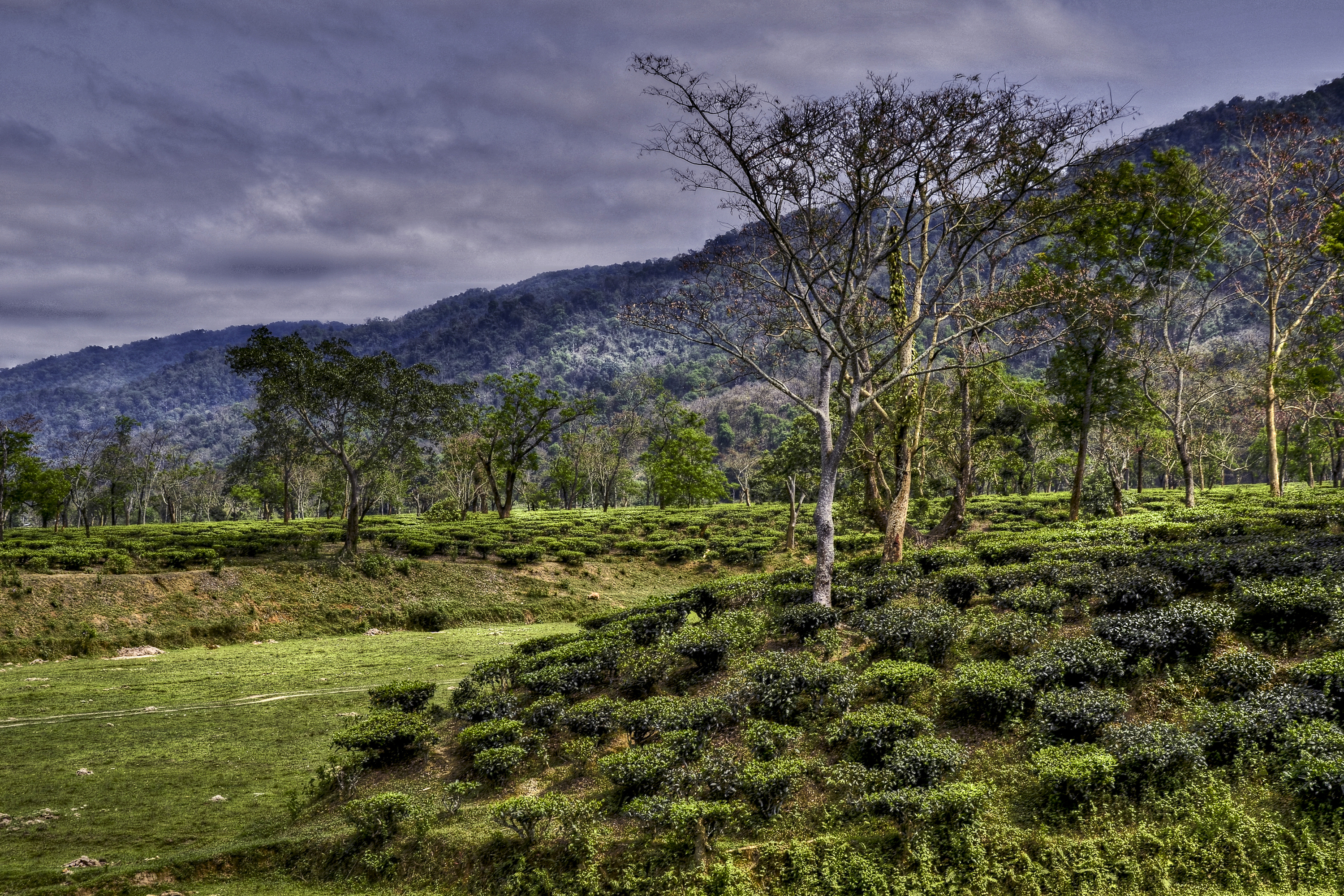
一個阿薩姆邦的茶園景觀
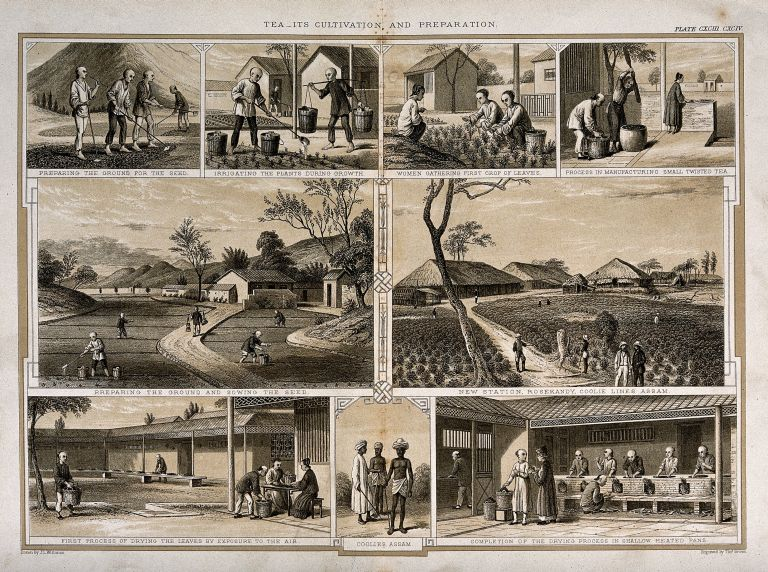
这幅1850年创作的雕版画表现了阿萨姆红茶的制作过程